# Cléré-sur-Layon
Cléré-sur-Layon är en kommun i departementet Maine-et-Loire i regionen Pays de la Loire i nordvästra Frankrike. Kommunen ligger i kantonen Vihiers som tillhör arrondissementet Saumur. År 2022 hade Cléré-sur-Layon 345 invånare.

## Befolkningsutveckling
Antalet invånare i kommunen Cléré-sur-Layon
| Referens: INSEE |